# Filipe Ferraz
Filipe Augusto Faccion Ferraz (ur. 1 marca 1980) – brazylijski siatkarz, grający na pozycji przyjmującego. Obecnie trener siatkarski.
Jego żona Luciana Adorno, również profesjonalnie grała w siatkówkę. Ma siostrę o imieniu Stefania, która zachorowała na raka piersi.

## Sukcesy klubowe

### Jako siatkarz
Mistrzostwo Brazylii:
- 2000, 2005, 2012[6], 2014, 2015[7], 2016[8], 2017, 2018
- 2007, 2011, 2013
- 2008, 2019

Puchar Brazylii:
- 2007, 2014, 2016[9], 2018[10], 2019, 2020, 2021

Klubowe Mistrzostwa Ameryki Południowej:
- 2012[11], 2014, 2016, 2017, 2018, 2019, 2020
- 2009, 2015[12]

Klubowe Mistrzostwa Świata:
- 2013, 2015, 2016[13]
- 2012, 2019
- 2017

Superpuchar Brazylii:
- 2015, 2016[14], 2017

### Jako trener
Superpuchar Brazylii:
- 2021[15], 2022[16], 2024[17]

Klubowe Mistrzostwa Świata:
- 2021[18], 2024[19]
- 2022

Klubowe Mistrzostwa Ameryki Południowej:
- 2022[20], 2023, 2024[21], 2025[22]

Mistrzostwo Brazylii:
- 2022[23], 2023[24], 2025[25]

Puchar Brazylii:
- 2023[26], 2024[27]